# روبرت إنغلس
روبرت إنغلس (بالإنجليزية: Robert Engels)‏ هو كاتب سيناريو ومخرج أمريكي، ولد في 1949.

## وصلات خارجية
- روبرت إنغلس على موقع IMDb (الإنجليزية)
- روبرت إنغلس على موقع ألو سيني (الفرنسية)
- روبرت إنغلس على موقع ديسكوغز (الإنجليزية)
- روبرت إنغلس على موقع قاعدة بيانات الفيلم (الإنجليزية)
- روبرت إنغلس على موقع كينوبويسك (الروسية)